# 2001 en photographie
| Années de la photographie : 1998 - 1999 - 2000 - 2001 - 2002 - 2003 - 2004    |
| Décennies de la photographie : 1970 - 1980 - 1990 - 2000 - 2010 - 2020 - 2030 |

Cet article présente les faits marquants de l'année 2001 en photographie.

## Événements
- Création de l'agence photographique internationale Agence VII par sept grands reporters[1].
- Ouverture du Fotografiemuseum Amsterdam (FOAM), musée de la photographie  à Amsterdam, aux Pays-Bas.
- Ouverture de la Maison de la photographie des Landes à Labouheyre, installée dans la maison natale du photographe et ethnologue Félix Arnaudin.
- décembre : ouverture de la Silk Road Gallery à Téhéran, consacrée à la photographie contemporaine.
- Le Pavillon populaire à Montpellier devient un espace municipal consacré à la photographie et ouvert gratuitement au public.
- La Bridgeman Art Library (en) de New York acquiert la Bibliothèque photographique Giraudon.
- La firme américaine Polaroid, face aux difficultés dues à la percée de la photographie numérique, dépose son bilan et se restructure[2].

## Livres de photographies
- James Nachtwey : L'Occhio testimone, Contrasto •  (ISBN 8-88698-227-5).
- Irving Penn : Still Life: Irving Penn Photographs 1938-2000, rassemblant les natures mortes photographiées par Irving Penn entre 1938 et 2000, introduction de John Szarkowski,  Éditions Bulfinch Press, New York •  (ISBN 978-0-82122-702-2).
- Jacqueline Salmon, Le hangar, texte de Paul Ardenne, Paris, Trans photographic press, 2001  (ISBN 2-913176-16-X)[3].

## Études, essais, articles
- Hubert Damisch, La Dénivelée. À l'épreuve de la photographie. Essai, Paris, Seuil (collection : Fiction & Cie), 2001  (ISBN 2-02-028934-2)[4].
- The Japanese Box, Göttingen / Paris, Steidl : ce coffret, publié sous la direction de Christoph Schifferli, réunit la réédition en fac-similé de plusieurs publications  devenues canoniques de l'histoire de la photographie au Japon : Takuma Nakahira, Kitarubeki kotoba no tame ni [Pour un nouveau langage à venir], 1970 ; Nobuyoshi Araki, Senchimentaruna tabi [Voyage sentimental], 1971 ; Daidō Moriyama, Shashin yo, sayōnara [Au revoir à la photographie], 1972, ainsi que les trois numéros de la revue Provoke.

## Films sur la photographie
- Christian Frei, War Photographer, film documentaire suisse sur le photographe de guerre américain James Nachtwey.

## Expositions
- 12 janvier - 25 mars 2001 : Mémoire des camps. Photographies des camps de concentration et d'extermination nazis, 1933-1999, commissaire d'exposition Clément Chéroux, Hôtel de Sully, Paris[5].
- 28 janvier - 22 avril : Modern Art and America: Alfred Stieglitz and His New York Galleries, National Gallery of Art, Washington[6].

- 1er mars - 2 juin : Voir ne pas voir la guerre : histoire des représentations photographiques de la guerre (1850-2000), Hôtel des Invalides, Paris[7],[8]
- 22 mars - 26 août 2001 : Familles d'images : en visite chez Jean-Gabriel Eynard, Maison Tavel, Genève.
- 8 avril - 4 juin : Denis Roche. Les preuves du temps, exposition rétrospective, Musée Nicéphore-Niépce, Chalon-sur-Saône[9]

puis 12 septembre - 10 novembre : Maison européenne de la photographie, Paris.
- 13 avril - 14 mai : Annelies Štrba. Shades of Time, Centre national de la photographie, Paris[11].
- 19 juin - 2 septembre : Huellas de luz. El arte y los experimentos de William Henry Fox Talbot, Musée national centre d'art Reina Sofía, Madrid[12],[13].
- 4 juillet - 19 août : Winogrand's Street Theater, dans le cadre des Rencontres de la photographie d'Arles[14],[15].
- 7 juillet - 23 septembre : Arthur Tress - Fantastic voyage, photographs 1956-2000, Corcoran Gallery of Art, Washington[16].
- 13 septembre - 30 novembre : Les ambassadrices du progrès : photographes américaines à Paris, 1900-1901, Musée d’Art américain, Giverny.

puis : 26 janvier - 14 avril 2002 : Terra museum of American art, Chicago ; 11 janvier - 9 mars 2003 : Hood Museum of Art, Hanover, New Hampshire.
- 4 octobre - 6 janvier 2002 : Hans Namuth. Portraits, Hôtel de Sully, Paris[17],[18].
- 20 octobre - 6 janvier 2002 : Tom Wood. Bus Odyssey, Musée Suermondt-Ludwig, Aix-la-Chapelle.
- 2 novembre - 31 janvier 2002 : Marseille au temps de Nadar, Musée du Vieux Marseille[19].
- 13 novembre - 13 janvier 2002 : Don McCullin. Photographies 1961-2001, Maison européenne de la photographie, Paris.
- 30 novembre - 3 février 2002 : Julia Margaret Cameron : annals of my glass house, National Gallery of Victoria, Melbourne.

## Festivals et congrès photographiques
- 27 - 30 avril : 16e Festival international de mode et de photographie, Hyères[20].
- mai : 99e congrès de la Fédération photographique de France à Poitiers.
- juin - juillet : 4e édition de PHotoEspaña à Madrid[21].
- 4 juillet - 19 août : 31es Rencontres de la photographie d'Arles. L'anonyme[22],[15].
- 1er septembre - 16 septembre : 13e édition du festival Visa pour l'image à Perpignan[23].
- 8 septembre - 30 septembre : 5es Journées photographiques de Bienne en Suisse[24].
- novembre - décembre : 4es Rencontres africaines de la photographie à Bamako au Mali[25].
- novembre : 12e édition du Mois de la photo à Paris.
- 16 novembre - 19 novembre : 5e édition de la foire d'art Paris Photo[26].

## Prix et récompenses
- Prix Niépce : Antoine d'Agata.
- Prix Nadar : Jean Gaumy (photographies) et Hervé Hamon (récit), Le Livre des tempêtes, à bord de l'Abeille Flandre, Paris, éditions du Seuil, 2001, 156 p.  (ISBN 2-02-042622-6).
- Prix Kodak de la critique photographique. 1er prix : Guillaume Herbaut ; mentions : Julien Daniel, Laurence Leblanc ; portfolio remarqué : Pascal Grimaud.
- Prix Bayeux-Calvados des correspondants de guerre : Enric Marti d'Associated Press.
- Grand prix Paris Match du photojournalisme : Pascal Rostain, photographies sur les coulisses du G8 au Canada.
- Prix Roger-Pic : Tiane Doan Na Champassak pour sa série intitulée Maha Kumbh Mela en Inde.
- Prix HSBC pour la photographie : Jo Lansley, Helen Bendon et Franck Christen.
- Prix Voies Off : Gérard Pétremand.
- Prix Picto de la jeune photographie de mode : Christian Lesemann.
- Prix Arcimboldo : Nicole Tran Ba Vang.
- Prix Henri-Cartier-Bresson : non décerné.
- Création de la Bourse Canon de la femme photojournaliste, attribuée à une photographe indépendante qui réalise un projet approfondi et de qualité. Première lauréate : Magali Delporte.
- Prix Oskar-Barnack : Bertrand Meunier.
- Prix Erich-Salomon : Herlinde Koelbl.
- Prix culturel de la Société allemande de photographie : F. C. Gundlach.
- Prix Citigroup Photography : Boris Mikhaïlov.
- Prix Hansel-Mieth : Matthias Jung, Uwe Buse.
- Prix du duc et de la duchesse d'York : Shari Hatt.
- Prix national de la photographie (Espagne) : Toni Catany.
- Prix Robert Capa Gold Medal : Luc Delahaye, de l'agence Magnum, pour Newsweek, reportage sur l'Afghanistan.
- Prix Pulitzer : 
  - Prix Pulitzer de la photographie d'article de fond (Pulitzer Prize for Feature Photography) : Matt Rainey du Star-Ledger pour ses photographies sur les soins et le rétablissement de deux étudiants gravement brûlés dans l'incendie d'un dortoir à l'Université Seton Hall aux États-Unis.
  - Pulitzer Prize for Breaking News Photography : Alan Diaz (en) d'Associated Press pour sa photographie d'agents fédéraux américains extrayant le jeune Cubain Elián González de la maison de son oncle en Floride pour le renvoyer à Cuba, en application d'une décision de justice.
- Prix Ansel-Adams : Robin Way.
- Prix W. Eugene Smith : Maya Goded.
- Infinity Awards :

  - Prix de la publication Infinity Award : Jeff L. Rosenheim et Douglas Eklund (dir.), Unclassified: A Walker Evans Anthology (catalogue d'exposition, Metropolitan Museum of Art), Zurich, Scalo, 247 p.  (ISBN 9783908247210).
  - Infinity Award du photojournalisme : Luc Delahaye.
  - Infinity Award for Art : Andreas Gursky.
  - Prix de la photographie appliquée : Philip-Lorca diCorcia.
  - Prix Cornell-Capa : Mary Ellen Mark.
- Prix Higashikawa. Photographe japonais : Eikō Hosoe ; photographe étranger : Andrejs Grants ; photographe espoir : Yuki Onodera ; prix spécial : Kazuemon Hidano.
- Prix Kimura Ihei : Mika Ninagawa.
- Prix Ina-Nobuo : Hiroshi Yamazaki.
- Prix Ken-Domon : Yoshino Ōishi.
- Prix de la Société de photographie de Tokyo : Rika Noguchi et Masaki Hirano.
- Création du Prix de photographie de Sagamihara par la ville de Sagamihara. Premier lauréat : Ryūichi Hirokawa.
- World Press Photo de l'année : Lara Jo Regan, photographie d'une immigrante mexicaine avec ses enfants aux États-Unis[27].
- Centenary Medal de la Royal Photographic Society : Paul Caponigro.
- Prix international de la Fondation Hasselblad : Hiroshi Sugimoto.
- Prix suédois du livre photographique : Ewa Stackelberg et John Berger, Berättelse för levande [Récits pour les vivants], Stockholm, Journal, 2000  (ISBN 9789197362986).
- Prix Lennart-Nilsson : David Doubilet.
- Prix national vénézuélien de la photographie : non attribué.

## Décès
- 7 janvier : Johan van der Keuken, photographe et réalisateur néerlandais, né le 4 avril 1938.
- 28 janvier : Étienne Bertrand Weill, photographe franco-israélien, né le 16 novembre 1919.
- 7 février : Marianne Breslauer, photographe allemande, née le 20 novembre 1909.
- 8 février : Aaron Siskind, photographe américain, né le 4 décembre 1903.
- 2 mars : Louis Faurer, photographe américain, photographe de rue et de mode, né le 28 août 1916.
- 25 avril : Brice Fleutiaux, journaliste et reporter-photographe indépendant français, né le 23 novembre 1967.
- 25 mai : Cornélius Azaglo Augustt, photographe ghanéen, né en 1924.
- 29 juillet : Helen Muspratt, photographe britannique, morte le 13 mai 1907.
- 11 septembre : Berry Berenson, actrice et photographe américaine, née le 14 avril 1948.
- 22 novembre : Seydou Keïta, photographe portraitiste malien, né en 1923.
- 3 décembre : Roger Pic, photographe de théâtre, photojournaliste et cinéaste français, né le 15 septembre 1920.

et aussi
- Alberto Korda
- Alicia D'Amico
- Edward Rice (écrivain)
- Einar Schleef
- Eudora Welty
- Eugène Henri Cordier
- Eustachy Kossakowski
- Gene Fenn
- Georges Dudognon
- Horst Grund
- Kiyoji Ōtsuji
- Masaya Nakamura
- Mfon Essien
- Richard Fegley
- Robert Manson
- Roger Pic
- Rosalie Gwathmey
- Sol Libsohn
- Vernon Harrison
- Wim van der Linden
- Yōichi Midorikawa

## Célébrations
Centenaire de naissance
- Shōtarō Adachi
- Lucien Aigner
- Wilhelm Castelli
- Christian Elling
- Wilhelm Höffert
- Pierre Ichac
- Ihei Kimura
- Otto Kropf
- Jan Lauschmann
- Werner Mantz
- Lisette Model
- Eliot Porter
- Jacqueline Rau
- Thérèse Rivière
- Hélène Roger-Viollet
- Paul Senn
- Ré Soupault
- Edith Weyde (de)

Centenaire de décès
- Bertha Beckmann
- Ladislas Ciesielski
- Louis De Clercq
- Georg Maria Eckert
- C. S. Fly
- Amund Larsen Gulden
- Josiah Johnson Hawes
- Wilhelm Höffert
- Henry Peach Robinson
- George Shadbolt
- Warren Thompson
- Sixtus Armin Thon

Bicentenaire de naissance
- Hippolyte Bayard
- Richard Beard
- Ōno Benkichi
- André Giroux
- Brita Sofía Hesselius
- Mungo Ponton
- Jean-Baptiste Sabatier-Blot
- Warren Thompson